# スポンジ・ボブ (ゲーム)
『スポンジ・ボブ』（原題:SpongeBob SquarePants: Creature from the Krusty Krab）は2006年発売のコンピュータゲーム。アニメシリーズ『スポンジ・ボブ』のゲーム化作品。スポンジ・ボブとパトリック・スター、敵のプランクトンたちが夢の中で9つの世界に旅立つ。北米ではWii版はローンチタイトルだった。Windows版のタイトルは『SpongeBob SquarePants：Nighty Nightmare』。

## ゲームプレイ
プレイヤーはスポンジ・ボブ、Patrick Starfishman（パトリック・スターのスーパーヒーローバージョン）、シェルドン・J・プランクトンを操作して9つの夢の世界を冒険する。4種のゲームプレイ、飛行、大暴れ、レース、プラットフォーミングがある。飛行中は前方の障害物を避けるように操作する。多くの場面でプレイヤーに飛行ルートの上下左右の指示が出される。Wii版は本物の操縦桿のようなコントローラを使用。よく使われるのはスポンジ・ボブが飛行機に乗って巨大化したプランクトンを攻撃することである。大暴れレベルではプレイヤー巨大化したプランクトンを操作、特殊能力で移動して道行く場所にある物を破壊する。プレイヤーのレーザー出力は画面右側にバーとして表示。Wii版にはコントローラーの動きでそれぞれの動作を切り替えることができる。レースはよくあるレースゲームと同様のもの。空中と地上の両方で走り、プレイヤーは走り続けるために燃料を集める必要がある。プラットフォームは生きたカーニバーガーから逃げ出すときやPatrick Starfishmanがビキニタウンを彼のカウンターパートな存在、Dreaded Patrickから救うときに使う。

## プロット
夢の中でスポンジ・ボブのベッドがホットロッドに変形、Ed Roth作品に影響を受けたようなスタイルのビキニタウンを周る。パトリック、プランクトン、ゲイリーたちと何度か競争した後、車の部品を探しているうちに穴に気付かず落ちてしまう。
別の夢でパトリックはトゥーンレンダリングされたようなコミックキャラクターのようなStarfishmanと呼ばれるスーパーヒーローになっていた。彼は街を自分の思うように作り直そうとする「Dreaded Patrick」を追いかける。Starfishmanは街中を周り、「街をきれいにするために」Dreaded Patrickの手下を倒して続いて町長を助けた。最終的にStarfishmanはDreaded Patrickの隠れ家で戦い、打ち負かす。だが不意打ちを受け、ロケットに縛られて発射、小惑星に衝突する。その衝撃による破片が地球に落下してDreaded Patrick.は罠にかかる。
はたまた別の夢ではプランクトンはEnlargatron Rayとカニカーニを襲う。だが、レーザーを誤りカーニバーガーが成長、邪悪な生きたバーガーなってしまう。プランクトンは立ち向かうことにしたがレーザーは普通の住民程度の大きさにしかならず、小さくできない。彼は氷のレーザーでビキニタウン中を追いかける。だがバーガーは隠れてしまい見失う。逃げ切られては困るプランクトンははくまなく探すがバーガーは飛び跳ねて彼を押し潰す。
気が付いたスポンジ・ボブは穴の底に行きつき、アラスカのブルワームに食われる。彼の腸から逃れるために複葉機を作っているジェンキンスと出会う。ワームの体内でスポンジ・ボブは村の長からパーツを手に入れて複葉機の発明者を見つけて、ワームの胃に問題を起こしているチリの大きな缶を取り除く。
宇宙では気が付いたStarfishmanがロケットから抜け出す。宇宙ステーションを守っている小惑星に向けて動きUFOに遭遇するまで飛び続ける。それはバーガーの形をしていた。彼は翼を撃って破壊。パトリックはロケットを止める方法を考えつつ地球に戻る。
プランクトンが気付くと巨大化したバーガーがそばで寝ていた。その場から逃げ出すがカレンのモーニングコールはバーガー目覚めさせる。プランクトンはレーザーを自分に向け、巨大なモンスターと化す。バーガーはプランクトンを追いかけ、ビキニタウンを破壊する。そして高層ビルに隠れるバーガーを見つける。各階を破壊して強制的に露わにする。その頃、スポンジ・ボブとジェンキンスはワームの口から脱出、プランクトンを見つける。バーガーはプランクトンを掴み、スポンジ・ボブを複葉機で逃げる。それに怒ったプランクトンはは複葉機を追いかける。
スポンジボブはバーガーを倒す考え巡らせつつプランクトンから逃げる。下水道や建設現場などを移動したあと、スポンジボブはラジオ塔にプランクトンを誘い出す。スポンジボブは塔と不安定にさせるため支柱を破壊、プランクトンの後ろに倒れ込む。痛み苦しみだすと申し訳ない気持ちになったスポンジ・ボブは彼を助けようとするが、逆に捕まってしまう。
Starfishmanは地球に帰還、マーメイドマンとビキニタウン防衛軍と協力してプランクトンと戦い、スポンジボブを助け出す。Starfishmanは4回のプランクトンとの戦闘後、彼を小さくするためのシュリンクレーザーを見つけることになった。

### エンディング
プランクトンを小さくした後、彼はパトリックとスポンジ・ボブをバブルの夢へ連れて行き、カニカーニで医者に頭を見てもらう。医師は彼らがこのような奇妙が夢を見たのは眠る前にバーガーを食べたせいだと話した。バーガーの化学組成は生物に夢を生み出す影響を与えた。スポンジ・ボブはどれだけバーガーのこと知っているのか医師に聞く。すると医者は服を脱ぎ、自分が夢の中でバーガーであったことを明らかにする。スポンジ・ボブ、パトリック、プランクトンは彼を追いかけ最終レベルに進み、バーガーの賞品のためにみなは悪夢のようなレースに挑む。初回に操作できるのはスポンジ・ボブのみでパトリックとプランクトンを操作するにはゲーム中に存在するスリーピーシーズを集めてアンロックする必要がある。エンディングはキャラクターによって異なる。
- スポンジ・ボブは勝利を祝うがこれが夢であることに気付き、飛び起きる。バーガーをカニカーニで通常のサイズに切って客に出す。スポンジ・ボブは自分と客がゲイリーの殻を背負っているの気付く。彼がその後、カタツムリになっていることを示唆している。
- パトリックは彼を祝っているカニカーニに現れる。みんなの前でバーガーを食べようとするが逃げ出してしまう。パトリックは追いかけるとドアにぶつかり、ゲイリーが何人もいるような光景を見る。
- プランクトンは上手く物事が運んでビキニタウンを引っ張っていき、自らカーニバーガーのフランチャイズを始めてカニカーニを潰す。だが以前から「バーガーが与えるものはバーガーが奪うこともできる」と警告されていた。バーガーの雨が降り続き帝国は崩壊する。その中で崩壊したエサバケツ亭を跳ね返すよくあるカタムルの目玉があった

アルティメットエンディングではスポンジ・ボブ、パトリック、プランクトンはお互いの夢の中で目覚め、これがカーニバーガーを食べたゲイリーの夢であることが判明。目覚めて街を周り、夢のように動いている。彼らは家に戻って休む。スポンジ・ボブはまた悪夢を見るかもしれないので彼のためにバーガーを取り戻す。ゲイリーはスポンジ・ボブとバーガーが「会話」しているのを見ていた。スポンジ・ボブはバーガーを食べようとするがアラスカブルーワームに食われてゲイリーは眠りにつく。

## 開発
開発のBlitz Gamesは2005年のE3トレードショーでTHQのスタッフと話し、スポンジ・ボブフランチャイズのディレクターと開発を依頼される。THQは任天堂と深いビジネス関係であることを明かす。任天堂はスポンジ・ボブの新作コンソールゲームをWiiで発売することに関心を示していたがその頃はまだ開発コードネームRevolutionとして知られていた。Blitzはいくつかのプレイスタイルの構想があったが一部は実装されなかった。特にWiiリモコンを使ったシューティングセクションの構想があったがニコロデオンはスポンジ・ボブがカトゥーンではることから難色を示した。Blitzはプラットフォーム間の互換性に重点を置いていることから独自のミドルウェアの開発をしているためゲームの主なセクションは各コンソールバージョンと同じである。ミニゲームの操作はWiiのバージョンによって異なる動作をしたことから任天堂機のコンソールでの開発が焦点だった。Wiiリモコンと他のコンソールで使われている通常のコントローラーの操作方法の設定は開発に多くの時間を費やした。
本作は2006年E3ショー前に発表、そのイベントで初めてメディアにも公開された。

## 評価
本作は2006年のアニー賞アニメ・ビデオゲーム部門にノミネートされた。2007年の2007 Kids' Choice Awards、Favorite Video Gameに選ばれた。いくつかの肯定的、否定的、そして平均的な混合した評価を受けた。Nintendo Powerは2006年12月号で「スポンジ・ボブのゲーム作品の中で最も野心的で成功した」と評した。批評家は多様なゲームプレイ、ゲームキューブとPlayStation 2の好反応な操作、シンプルレベルデザイン、全体的に野心的なゲームと言った肯定的な側面を示した。否定的な側面はWii版がプラットフォームやレースのレベルが不安定で反応が遅い時もあることである。
いくらかの批評家は架空世界がビキニタウンやカトゥーンと似ておらず、ストーリー全体の色合いが過去のゲームと比べてやや暗く、より非現実的で、ゲームからスポンジ・ボブを「感じる」ことができないとした。
ファミ通クロスレビューではPS2版は7、7、6、7の27点。レビュアーは「うまく原作再現されている」「チュートリアルが何度も表示されるので説明書を読まなくてもプレイが快適」「難易度が高くないので小さな子供も楽しめる」「バラエティー豊かなステージ構成でボリュームがある」とした一方「日本語吹き替えが欲しかった」「同じようなステージが続くため飽きやすい」とした。Wii版は7、7、6、6の26点。レビュアーは「画質がPS2よりクリア」「使用ボタンが少ない」「Wiiリモコンを使ってステージをぐるぐる回る感覚やヌンチャクを活かした操作はPS2版よりよかった」とした一方「キャラクターの性格、台詞は好みがわかれるかもしれない」「原色がきつくてエフェクトとキャラクターがかぶって何をしているのかわからなくなることがある」「Wii版のみにあるスポンジ・バンドはゲーム要素が皆無」「視点の変更のポインターやウィンチの操作の操作が不便」とした。